# 矢崎滋
矢崎 滋（やざき しげる、1947年〈昭和22年〉9月2日 - ）は、日本の元俳優。身長は173cm。体重は65kg。血液型はAB型。東京都出身。

## 来歴
東京教育大学附属駒場高等学校を経て東京大学へ進学。言語学者で多言語を解した父の影響で、高校時代から複数の印欧語や古典語をかじった。一度は父親と同じ道を志すべきか迷ったこともあったが、言葉にかけては天才肌である父との資質の違いを悟り、演劇の道を選ぶ。東京大学文学部英文学科を中退。
舞台芸術学院夜間部を経て、1968年（昭和43年）に劇団四季へ入団し俳優となる。浅利慶太演出の『ブラックコメディ』では主演を務めた。1974年フリーへ転向し、井上ひさしの『小林一茶』主演などで注目を集めた。1987年東京芝居倶楽部を設立し座長、福山大学客員教授として演技・演出論を担当。
2014年（平成26年）のドラマ出演以来、芸能活動はない。2020年（令和2年）9月、週刊女性の取材に対しすでに引退したと答えている。芸能界引退の理由として、60歳手前から「相手にされなくなってきたな」と感じたこと、ギャラの下降から芸能界、ひいては東京も嫌になったからとしている。引退決意後は主宰していた劇団の稽古場を畳み東北地方へ移住。2000年代より、貯金を切り崩しビジネスホテルにて一人暮らしを始める。テレビ局のみならず、芸能関係者含め親しい人々との関わりもすべて絶ったとのこと。ある日近所で偶然ロケをしていた役所広司のマネージャーが来訪した際も、居留守を使い顔を合わせなかったという。
2021年（令和3年）3月、歌手の都はるみと共に東北でホテル暮らしをしていることが『フライデー』に報じられた。

## 人物
阪神タイガースの大ファン。2003年、阪神のリーグ優勝直前に「優勝の瞬間を大阪で見てみたい」と熱望、全ての仕事をキャンセルし優勝当日まで関西のホテルへ泊り込み、当時放送されていた毎日放送『あさトラ!』へ連日出演した。ただし甲子園球場で観戦せず、ホテルにてテレビ中継を観ていただけだったため、ダンカンらは疑問視していた。このエピソード以前には、サンテレビジョンの阪神戦中継『サンテレビボックス席』にゲスト出演している。
愛煙家でありヘビースモーカー。
タモリなどから東大中退を「ムダに高学歴」といじられることもあるが、得意の英語を生かし『映画の演技－映画を作る時の俳優の役割』の翻訳などを行なっている。

## 家族
父は言語学者でアンデルセンの翻訳家としても知られる東京教育大学教授の矢崎源九郎。叔父は法哲学者で大阪大学名誉教授の矢崎光圀。

## 出演

### 舞台
- ブラックコメディ（1970年、劇団四季、作：ピーター・シェーファー）主演
- 小林一茶（1979年、作：井上ひさし）主演
- イーハトーボの劇列車（1980年、作：井上ひさし）主演
- ローゼンクランツとギルデンスターンは死んだ（1985年、作：トム・ストッパード）角野卓造との二人芝居
- 甚だしくもおびただしい（1989年、赤信号劇団、作：大岩賞介）演出
- 幸せのどん底（1991年、赤信号劇団、作：大岩賞介） 演出
- ノーセックスプリーズ（1991年、作：アンソニー・マリオット、アリステア・フット）演出
- Noises Off（1992年、作：マイケル・フレイン）演出
- ああ、すずらん通り商店街（1997年）作、演出、出演
- 三越劇場8月公演「姑は推理作家」（2011年8月13日-22日、三越劇場）

### テレビドラマ
- 特別機動捜査隊 （1976年、NET / 東映） 
  - 第741話「海女と真珠の詩」 - 野崎明
  - 第748話「ミミズを飼う女」 - 結城慶一
- 高原へいらっしゃい 第8話（1976年、TBS）
- 連続テレビ小説（NHK総合）
  - 雲のじゅうたん（1976年）
  - はね駒（1986年） ‐ 中河鶴次
  - かりん（1993年 - 1994年）
- 夜明けの刑事 第95話「フランケンシュタインの怒り」（1976年、TBS / 大映テレビ）
- 銀河テレビ小説（NHK総合）
  - オリンポスの果実（1977年） - 留置場の男
  - 歳月（1983年11月7日 - 12月2日） - 吉平
- 塚本次郎の夏（1977年10月13日、NHK総合） - 下村光夫
- ロボット110番 第20話「百万円の大チャンス」（1977年、ANB / 東映）
- 伝七捕物帳 第138話「義母の心　娘知らず」（1977年、NTV） - 竜次
- 達磨大助事件帳 第17話「地獄の沙汰も銭」（1978年、ANB / 前進座 / 国際放映） - 明斉
- 早筆右三郎（1978年、NHK総合） - 早耳の籐太 役
- ザ・スーパーガール （1979年、12ch / 東映） 
  - 第4話「フィーバーの夜、モデルは全裸で死ぬ」- 中沢
  - 第28話「集団売春 地獄の密猟ルート」- 林
- 大河ドラマ（NHK総合）
  - 草燃える（1979年）
  - 山河燃ゆ（1984年）- 伊佐新吉
  - 武田信玄（1988年）
- 親切（1979年3月25日、NHK総合） - 医者
- 沿線地図（1979年、TBS）
- 突然の明日（1980年、TBS）
- 天皇の料理番（1980年 - 1981年、TBS）
- プロハンター 第21話（1981年、日本テレビ）
- 茜さんのお弁当（1981年、TBS）
- 3年B組貫八先生（1982年 - 1983年、TBS）
- 淋しいのはお前だけじゃない（1982年、TBS）
- ビゴーを知っていますか（1982年、NHK総合）
- オサラバ坂に陽が昇る（1983年、TBS） - 主演・河西壮太
- 風の中のあいつ（1984年、日本テレビ）
- アルザスの青い空（1985年、フジテレビ）
- 親子ゲーム（1986年、TBS） - 平野
- 時にはいっしょに（1986年、フジテレビ）
- 金田一耕助の傑作推理 不死蝶（1988年、TBS） - 神崎署長
- おんなは一生懸命（1988年 - 1989年、TBS） - 大川勇
- 東芝日曜劇場（TBS）
  - 「護送」（1989年）
  - 「女ですもん」（1992年）
- 水曜グランドロマン「交通刑務所の朝」（1989年、日本テレビ）
- 凪の光景（1990年、テレビ朝日）
- 結婚しないかもしれない症候群（1991年、日本テレビ）
- 不連続殺人事件（1991年、TBS）
- 東京エレベーターガール（1992年、TBS）
- 腕におぼえあり（1992年、NHK総合） - 土屋清之進
- 大災難（1993年、TBS）
- ドラマ新銀河（NHK総合）
  - 湯の町行進曲（1994年）- 大崎広道
- 土曜ドラマ（NHK総合）
  - やらまいか!（1994年） - 本田宗一郎
  - 官僚たちの夏（1996年）
  - ウォーカーズ〜迷子の大人たち（2006年）
- 火曜サスペンス劇場（日本テレビ）
  - 松本清張の霧の旗（1983年1月4日） - 奥村事務長
  - 結婚（1986年6月3日）
  - 松本清張スペシャル・影の地帯（1993年4月27日） - 久野正一
  - 松本清張スペシャル・恐喝者（1997年2月25日） - 竹岡義雄
  - 盲人探偵・松永礼太郎13「愛する人へ」（2001年2月27日） - 倉田千晶
- ふぞろいの林檎たちIV（1997年、TBS） - 服部潔
- 3年B組金八先生（2000年、TBS）
- それぞれの断崖（2000年、テレビ東京） - 丹野誠
- 金曜エンタテイメント「温泉名物女将!湯の町事件簿シリーズ」（2001年 - 2006年、フジテレビ） - 牛島次郎
- 旗本退屈男（2001年、フジテレビ）
- 女と愛とミステリー 「小早川警視正シリーズ」（2002年 ‐ 2003年）‐ 伴内警部
- 剣客商売 第4シリーズ 第7話「騙された男」（2003年、フジテレビ） - 中沢春蔵
- 林家三平ものがたり　おかしな夫婦でどーもスィマセーン!　4代目月の家圓鏡（2006年、テレビ東京） - 後の7代目橘家圓蔵
- 帰ってきた時効警察（2007年、テレビ朝日）
- 水戸黄門 第39部 第7話「沸騰父娘と冷水亭主-松山-」（2008年、TBS） - 五兵衛
- 土曜ワイド劇場（テレビ朝日）
  - 終着駅シリーズ「殺人同盟」（2009年3月14日）
  - 西村京太郎スペシャル 密室列車・特急かもしか、途中下車連続殺人!（2009年9月26日） - 三宅晴夫 役
  - 法医学教室の事件ファイル30（2010年1月9日）
- 月曜ゴールデン 遺品整理人・谷崎藍子〜死者が遺したメッセージ〜（2010年5月24日、TBS）
- 塀の中の中学校（2010年10月11日、TBS）
- 黄金の豚-会計検査庁 特別調査課- 第5話（2010年11月17日、日本テレビ） - 花村校長
- 金曜プレステージ ヤバい検事 矢場健〜ヤバケンの暴走捜査〜（2012年2月24日、フジテレビ） - 松平大介
- 科捜研の女 第12シリーズ 最終話（2013年3月14日、テレビ朝日） - 野添亮司
- 相棒 season13 第8話「幸運の行方」（2014年12月10日、テレビ朝日） - 久米健一

### 映画
- 横須賀男狩り 少女・悦楽（1977年、日活、藤田敏八監督）
- 宇能鴻一郎の濡れて開く（1979年、にっかつ、西村昭五郎監督）
- 希望ヶ丘夫婦戦争（1979年、にっかつ、西村昭五郎監督）
- 夜叉ヶ池（1979年、松竹、篠田正浩監督）
- おさな妻（1980年、にっかつ、白鳥信一監督）
- ひめゆりの塔（1982年、東宝、今井正監督）
- 人形嫌い（1982年、宝映企画、日高武治監督）
- 魚影の群れ（1983年、松竹富士、相米慎二監督）
- ときめきに死す（1984年、ヘラルド・エース＝にっかつ、森田芳光監督）
- ロケーション（1984年、松竹、森﨑東監督）
- ミンボーの女（1992年、伊丹十三監督）
- 眠らない街〜新宿鮫〜（1993年、滝田洋二郎監督）
- 夏の庭 The Friends（1994年、相米慎二監督）
- ウイニング・パス（2003年、中田新一監督）
- WAYA! 宇宙一のおせっかい大作戦（2011年、古波津陽監督）

### クイズ
- さんまのからくりTV（1992年4月 - 9月、TBS）
- クイズ日本人の質問（NHK総合）
- おとなの学力検定スペシャル小学校教科書クイズ!（日本テレビ）

### ナレーション
- 世界ふれあい街歩き（NHK総合・BS2・BShi）

### 報道
- 新サンデーモーニング（1997年10月5日 - 1998年3月29日[6]、TBS）

### 音楽
- ザ・サンデー -THE SUNDAY-（1986年 - 1987年、フジテレビ） - 堺正章・小泉今日子と共に司会を担当。

### CM
- 清酒 白鶴まる（白鶴酒造）（ - 2006年8月）
- 象印マホービン

### バラエティ
- 加トちゃんケンちゃんごきげんテレビ（1990年、TBS）
- 志村けんのだいじょうぶだぁ（1991年、フジテレビ）
- KATO&KENテレビバスターズ（1992年、TBS）
- けんちゃんのオーマイゴッド（1996年5月17日、フジテレビ）第3回ゲスト
- 世界ウルルン滞在記"ルネサンス"（2007年7月22日 - 8月5日、毎日放送）天の声
- チュー'sDAYコミックス 侍チュート!（2009年、毎日放送）

### ラジオ
- 芸能ダイヤル（NHKラジオ第1）
- 大鵬薬品presents　10分の幸せものがたり （2010年6月度ゲスト、TBSラジオ）

### ラジオドラマ
- FMシアター 桜堤舗装事件（1987年12月12日、NHK-FM） - 厳

### 寄席
- 池袋演芸場（2009年2月）
  - 落語協会の上席公演に落語で出演。他に、単発の落語会へ出演した経験も多数。

## 著書
- ボクの、こだわり。（1997年5月、文化出版局）ISBN 978-4579303724

### 翻訳
- マイケル・ケイン『映画の演技―映画を作る時の俳優の役割』（1994年4月1日、劇書房）ISBN 978-4875745624